# 克里斯蒂安·柯隆
克里斯蒂安·安東尼·柯隆（英語：Christian Anthony Colón，1989年5月14日—），為美國職棒大聯盟的游擊手與二壘手。他先前曾效力過皇家、馬林魚與紅人等隊。

## 職業生涯

### 堪薩斯市皇家
2010年美國職棒大聯盟選秀，皇家隊在第一輪第4順位選進柯隆。他在2013年11月20日進入40人名單中。
2014年， 柯隆在3A的打擊率為2成96。於是他在6月30日升上大聯盟，並在隔日完成初登場。這年皇家隊也闖進了季後賽，而柯隆則在外卡賽擔任代打。他不但敲出追平安還跑回致勝分。
2015年球季，柯隆沒有固定的守備位置，在球隊擔任工具人。2015年世界大賽第5場，柯隆在延長賽上場代打，這也是他該年季後賽初登場。而他敲出了致勝安打，幫助皇家拿下睽違30年的世界大賽冠軍。他也成為史上第一位在季後賽首打席就敲出致勝安打的球員。
2017年開始，Raúl Mondesí主要擔任球隊二壘手。而柯隆也和維特·梅利菲爾德競爭游擊位置。雖然他進入了球隊開幕戰名單內，不過他還是在5月10日遭到球隊指定讓渡。

### 邁阿密馬林魚
5月16日，馬林魚將柯隆從讓渡名單中選走。6月23日，他遭到球隊給指定讓渡。11月6日，他成為自由球員。

### 亞特蘭大勇士
2017年12月6日，他與勇士隊簽下小聯盟合約。不過他在隔年5月9日被球隊釋出。

### 紐約大都會
2018年5月18日，他和大都會隊簽下小聯盟合約。同年11月2日，他成為自由球員。

### 辛辛那提紅人
2018年12月4日，柯隆和紅人隊簽下小聯盟合約。2019年9月16日，紅人買斷他的合約。球季結束後，他再度成為自由球員。不過他在休賽季與球隊續約，2020年7月24日，他進入了球隊的40人名單內。8月14日，他被球隊放進指定讓渡名單內，而他在三天後被下放到小聯盟。

### 堪薩斯市君王
2021年2月10日，柯隆和美國獨立聯盟的堪薩斯市君王隊簽約。

### 多倫多藍鳥
2021年4月24日，柯隆和藍鳥隊簽下小聯盟合約。他在球季結束後宣布退休。

## 個人生活
柯隆目前和他的妻子育有3個女兒。

## 外部連結
- 球員資訊和成績在MLB ，ESPN ，Retrosheet ，Baseball Reference ，Baseball Reference (Minors) ，Fangraphs ，The Baseball Cube （英文）
- 克里斯蒂安·柯隆的X（前Twitter）